# Площадь Искусств (Санкт-Петербург)
Площадь Иску́сств — площадь, расположенная в Центральном районе Санкт-Петербурга между Инженерной и Итальянской улицами.
Архитектурный ансамбль площади, состоящий из зданий Михайловского дворца (ныне в нём располагается Государственный Русский музей), Михайловского театра (бывшего Академического театра оперы и балета имени М. П. Мусоргского), дома Голенищева-Кутузова, Театра музыкальной комедии, Российского этнографического музея, Большого зала Филармонии имени Д. Д. Шостаковича и гостиницы «Европа», создан по проекту известного архитектора Карла Росси в первой половине XIX века.
В сквере на площади в 1957 году был установлен памятник А. С. Пушкину работы скульптора М. К. Аникушина и архитектора В. А. Петрова. В составе исторической застройки центра Санкт-Петербурга площадь включена в список Всемирного наследия.

## Название
Первоначальное название Михайловская площадь известно с 1834 года. Дано по находящемуся на площади Михайловскому дворцу. Параллельно в 1836—1846 годах употреблялось название площадь Михайловского дворца.
В начале 1920-х годов площадь получила название площадь Лассаля, в честь немецкого социалиста Фердинанда Лассаля. С 26 сентября 1940 года площадь носит название площадь Искусств. Связано с тем, что на площади расположены Большой зал филармонии, Малый оперный театр, Русский музей и другие учреждения культуры и искусства. В 1990-е годы ставился вопрос о целесообразности возвращения площади наименования Михайловской, однако мнение большинства членов Топонимической комиссии склонилось в пользу площади Искусств, как к названию, соответствующему сути этого архитектурного пространства.

## История

### Предыстория площади
Ещё до возникновения Санкт-Петербурга пространство в районе рек Мойки и Фонтанки было заселено финнами и называлось «Perukka-Saari», иногда «Perwiskina» и «Perusina» (фин. perus — земля с твёрдым грунтом). В период шведского владычества эти земли значились шведским владением. Оно занимало участок, ограниченный сегодня набережными Фонтанки и Мойки у их слияния, каналом Грибоедова и отрезком Невского проспекта. Это имение Пётр I подарил царице, предусмотрев место для разбивки сада. В 1711—1714 годах Екатерина Алексеевна построила на участке дворец, названный Берхгольцем («маленький домик»), и начала разводить сад-огород, известный как Третий Летний (нынешний Михайловский) сад.
Во времена царствования Анны Иоанновны сад был сохранён для охоты. Императрица распорядилась:

«Позади нашего третьего огорода к проспективе, которая идёт от погребов, подле слонового двора на порожнем месте сделать ягр-гартен, для гоньбы и стреляния оленей, кабанов и зайцев, и для того оное место изравнять и насадить деревьев, …, и в середине сделать галерею деревянную на каменном фундаменте, а против дорог каменные стенки.»

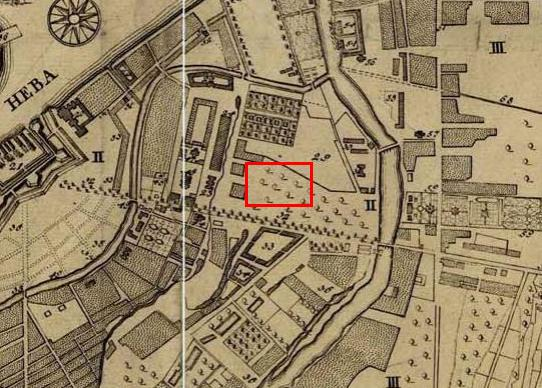
Фрагмент «Плана Императорского столичного города Санкт-Петербурга, сочинённого в 1737 году»

Охотничий сад занимал площадь от реки Кривуши (нынешний канал Грибоедова) до нынешней Караванной улицы и с юга ограничивался Невским проспектом. В царствование Елизаветы Петровны у места слияния Мойки и Фонтанки для императрицы по проекту архитектора Б. Ф. Растрелли был построен большой деревянный Летний дворец. Рядом разбит «маленький садик» с двумя симметричными прудами (нынешние пруды Михайловского сада). К югу от дворца и нового садика также по проекту Растрелли был разбит Сад-Лабиринт, западной своей стороной выходящий к современной площади Искусств. В середине XVIII века на берегу реки Кривуши находился участок с домом, где жили садовники и работные люди.
При императоре Павле Петровиче на месте деревянного дворца Елизаветы Петровны по проекту В. И. Баженова и В. Бренны был возведён Михайловский замок, к югу от которого должны были расположиться три самостоятельных сада, каждый со своей планировкой. Один из них, на месте современной площади Искусств, так и остался в планах.

### Возникновение и развитие площади
В 1816 году по Высочайшему соизволению на месте оранжерей Михайловского сада было решено построить дворец для великого князя Михаила Павловича. Проект дворца выполнен архитектором К. И. Росси.
В 1816 году по свидетельству Ф. Вигеля, членом Комитета строений и гидравлических работ, архитектором А. А. Модюи был предложен проект, в соответствии с которым от городской башни на Невском проспекте (башни Городской думы) к новой площади (Площади Искусств), в глубине которой строился Михайловский дворец, была проложена новая Михайловская улица.
В апреле 1819 года начался снос оранжерей и парников и перемещение растений и деревьев в оранжереи и теплицы Царского Села, Петергофа, Ораниенбаума, Таврического дворца, Елагина острова и Фермы в Старом Петергофе. 17 апреля состоялась закладка дворца, который был закончен в 1823 году. Но отделка интерьеров продолжалась ещё два года и дворец был освящён 30 августа (11 сентября) 1825 года. Росси составил план преобразования окружающей местности, предусматривающий образование перед дворцом площади, ограниченной кварталами «обывательских домов» и продлением Большой Садовой улицы от Невского проспекта до Марсова поля.
В 1822 году началась раздача участков, предназначенных под строительство «обывательских домов». Участки переходили из рук в руки, и некоторые были возвращены в казну. В 1831—1833 годах на западе площади по проекту архитектора А. П. Брюллова с использованием проекта фасада К. И. Росси возведено здание театра. 20 ноября 1833 года здесь разместился Михайловский оперный театр. В театре ставились немецкие, французские и итальянские спектакли. К 1831 году к югу от театра участки домов № 3 и № 5 были застроены обывательскими домами по проекту архитектора П. П. Жако с использованием проекта фасада К. И. Росси. Дом № 3 принадлежал генерал-адъютанту Павлу Васильевичу Голенищеву-Кутузову, а дом № 5 выкупил сам архитектор П. П. Жако. В это же время был построен дом на противоположной стороне площади — собственный дом Городского головы Ивана Жербина. В 1830-е в здании разместился «Русский Музеум» П. П. Свиньина, с библиотекой, богатейшей коллекцией рукописей, нумизматики, минералов, живописи и скульптуры.
Участок домов № 3 и № 5 по Итальянской улице с 1738 года значился за римско-католической церковью и со стороны Невского проспекта был застроен в XVIII веке, а со стороны Итальянской улицы дома появились в 1840 году. В 1823—1825 годах на участке дома № 7 по проекту архитекторов А. И. Постникова, П. И. Габерцеттеля и А. И. Мельникова был построен жилой дом для действительного статского советника Дюкло, перестроенный в конце 1830-х годов К. Росси. Участок дома № 11, с 1750 года принадлежавший барону Ф. Я. Лефорту, в 1804 году был выкуплен Лазаревым. В 1842—1846 годах для владельца участка № 13 Л. Я. Лазарева по проекту архитекторов С. Бернара и Л. Вендрамини был перестроен прежний дом. В 1831 году по проекту архитектора А. М. Болотова с использованием эскизов фасадов К. Росси был построен дом на участке № 4.
В период возведения Михайловского дворца площадь перед ним была превращена в строительную площадку. В 1827 году по указу императора Николая I началось устройство на этом месте сквера. Авторами проекта Михайловского сквера являлись К. Росси (проект планировки) и Д. Буш (проект озеленения). Сквер был устроен «по английскому стилю». Широкие извилистые дорожки соединяют ворота, расположенные в закруглённых углах сквера. Между дорожками клумбы из редчайших кустарников и благоухающих цветов, газоны были покрыты дёрном. Вокруг площадь была обнесена чугунной решёткой и окружена тротуаром из пудостского камня. С этого же времени площадь стала именоваться Михайловской площадью.

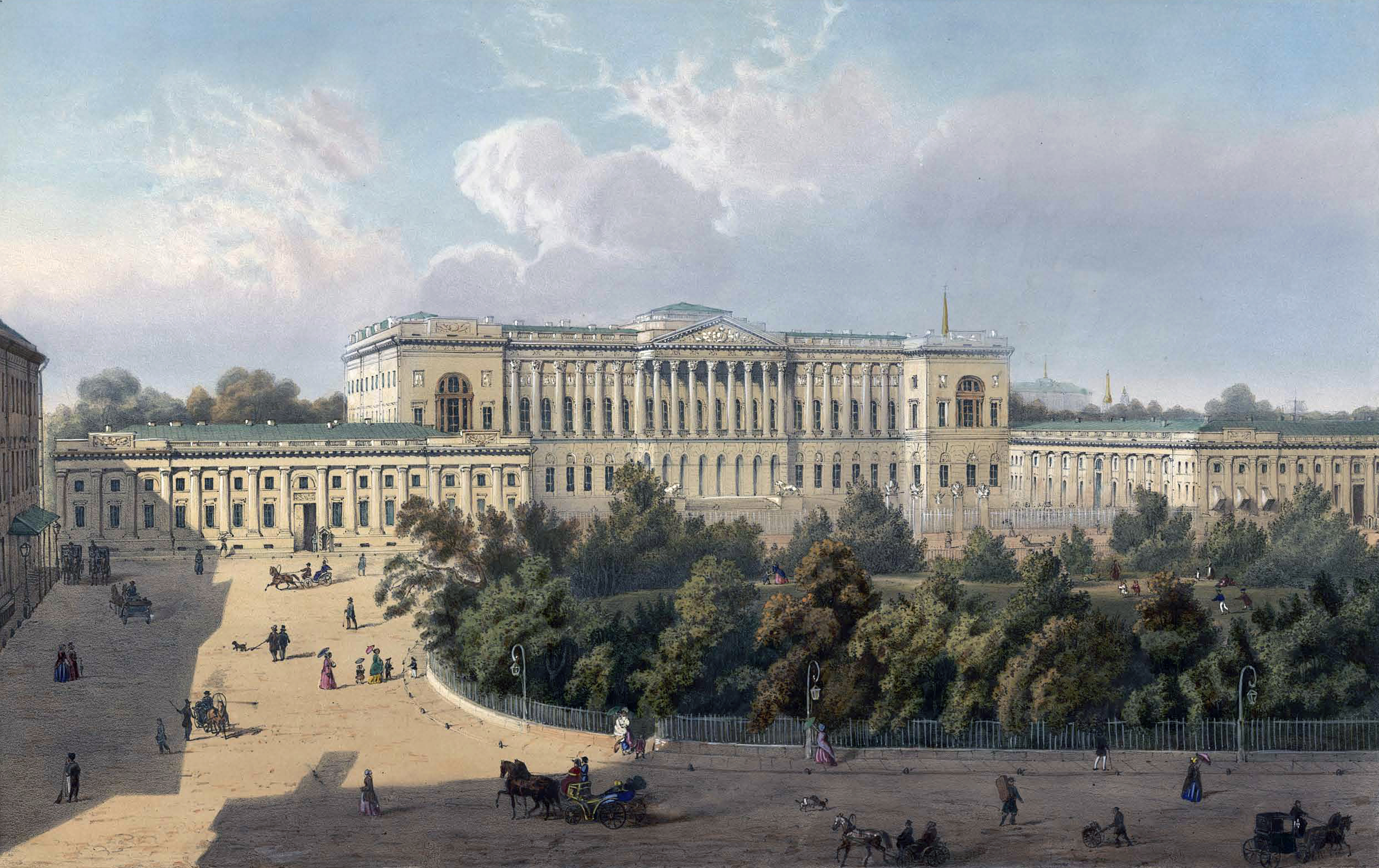
Михайловская площадь в XIX веке

В 1834 году по проекту Росси между Михайловской площадью и Невским проспектом была проложена Михайловская улица, открывшая перспективу на Михайловский дворец. На участке дома № 9/2 по Итальянской улице на углу с Михайловской улицей, застроенном ещё в XVIII веке, в 1834—1839 годах на выделенные казной средства (1 миллион рублей) по проекту архитектора П. П. Жако с использованием разработанных Росси фасадов было построено здание Дворянского собрания.
В 1875 году с замены обветшавшей решётки на железную с небольшими чугунными столбиками началась реконструкция Михайловского сквера. Ворота, выходящие на Михайловскую улицу, с боковыми каменными колоннами, были увенчаны небольшими вазочками, в которые по праздникам наливалось горючее и затем поджигалось. Решётка обошлась городской казне в сумму до 11562 руб. Примерно к 1879—1880 годам было завершено переустройство сквера по проекту садовника А. Визе. Сквер приобрёл овальную форму, был окружён решёткой с двумя воротами со стороны Михайловской улицы и дворца. В сквере появились четыре небольшие деревянные беседки, сторожевой домик (в дальнейшем перенесённый в Никольский сквер) и 26 скамеек на чугунных ножках. С наружной стороны был проложен тротуар из лещадной плиты в два ряда. В 1883 году в сквере устроен водопровод с раковиной, краном и 24-саженной сточной трубой. В 1884—1885 годах взамен четырёх старых появилось две новые восьмигранные беседки, деревянные, с резьбой в русском духе, построенные по проекту архитектора А. Лыткина. В 1891 году городским садовником В. И. Визе была проведена реконструкция сквера. В результате реализации проекта деревья с середины сквера были убраны, что раскрыло перспективу на портик Михайловского дворца со стороны Невского проспекта.
4 (16) августа 1878 года в девятом часу утра на углу Михайловской площади и Итальянской улицы у дома Виельгорского перед самыми окнами кондитерской Кочкурова было совершено нападение на шефа жандармов и начальника Третьего отделения Собственной его императорского величества канцелярии Н. В. Мезенцова. Он был смертельно ранен кинжалом-стилетом террористом-народником С. М. Степняком-Кравчинским, действовавшим по решению центрального кружка «Земли и воли». В акции также принимали участие народники А. Д. Михайлов и А. И. Баранников.

Михайловский сквер в начале XX века

С началом зарождения в столице конно-железных дорог в 1860-е годы на площади была проложена одна из её линий. Она пролегала от Литейного проспекта до Петроградской стороны. Рельсы, проложенные по Инженерной улице, огибали площадь с юга и заканчивались конечной остановкой на Михайловской улице у Невского проспекта, снова выходили на Инженерную улицу и далее шли вдоль Екатерининского канала к Троицкому мосту. В 1876 году на Михайловской улице начинались маршруты конки № 2 (следовавшей до Городской богадельни у Смольного монастыря), № 5 (до Новой Деревни), № 7 (до Финляндского вокзала), № 13 (до Зоологического сада). С 1907 года конку заменил трамвай. Трамвайные пути на Михайловской площади тянулись от Литейного проспекта по Инженерной улице, но проходили теперь по периметру овального Михайловского сквера. С 1910 года у остановочного пункта на площади была построена будка-грелка для служащих. Деревянная будка с чугунной печкой внутри находилась в ведении трамвайной комиссии. В 1912 году на площади была конечная остановка электрического трамвая № 2 (следовавшего до Новой Деревни), № 7а (до Знаменской площади), № 7б (круговой, через Введенскую улицу, Большой проспект Петроградской стороны, Каменноостровский проспект, Троицкий мост), № 10 (до Клиники Виллие), № 12 (до угла Введенской улицы и Большого проспекта Петроградской стороны).
В 1895 году здание Михайловского дворца было приобретено в казну для размещения в нём коллекций Музея русского искусства. Именным Высочайшим указом от 13 (25) апреля 1895 года он был переименован в Русский музей императора Александра III, а 7 марта (19 марта) 1898 года музей открылся для посетителей. Высочайшим соизволением от 14 января 1900 года на устройство двух отделов Русского музея было выделено 1,5 млн руб. По проекту архитектора В. Ф. Свиньина проведены значительные переделки интерьеров Михайловского дворца, а на месте его восточных корпусов возведено здание Этнографического музея. С 1898 года Домом Жербина владело «Общество спальных вагонов и скорых европейских поездов». В 1903 году в здании произошёл пожар, участок был выставлен на торги.

Открытки 1900-х годов
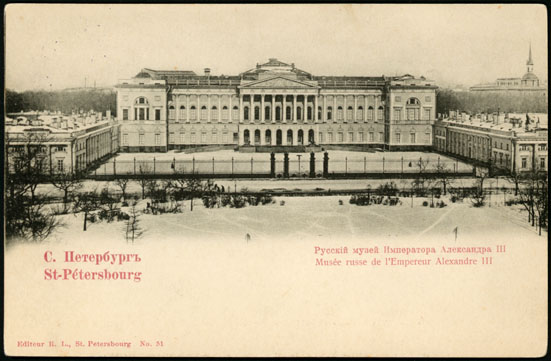
Русский музей императора Александра ΙΙΙ
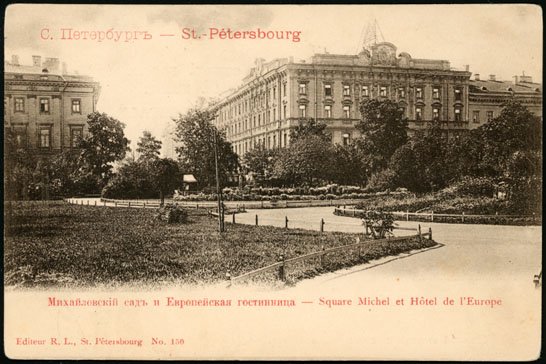
Михайловский сквер
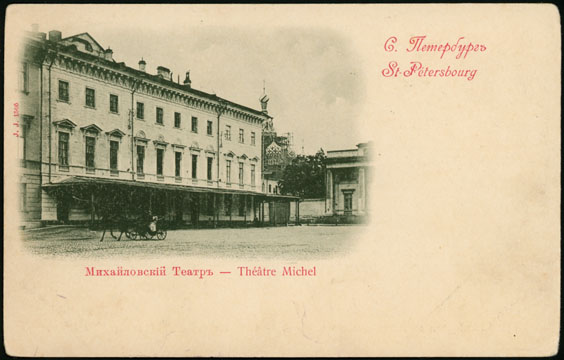
Михайловский театр
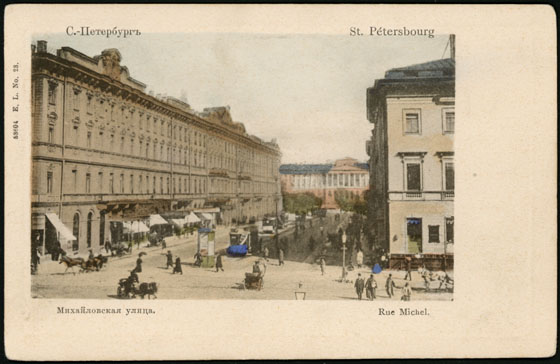
Михайловская улица. Вид с Невского проспекта

В 1900-е годы перед главным входом в Михайловский театр появился металлический навес. Со стороны площади к зданию Дворянского собрания был пристроен каменный двухэтажный тамбур. На восточной стороне площади в 1902 году был снесён дом Жербина. В 1910-е на этом месте по проекту архитектора Л. Н. Бенуа власти планировали построить здание Городской думы с высокой многоярусной часовой башней. В центре площади по проекту скульпторов Л. А. Дитриха и В. В. Козлова планировалось установить помпезный конный монумент с фигурой Александра II на античной колеснице. Предполагалась и перепланировка сквера по проекту архитектора М. М. Перетятковича с двумя пирамидальными фонтанами, балюстрадами с вазами, вымощенными плитами площадками, заменяющими часть газонов. Однако накануне Первой мировой войны дорогостоящие проекты не были реализованы.
После сильного пожара 1910 года дом № 13 по Итальянской улице был передан в городскую казну. По проекту инженеров И. Балбашевского и А. Максимова внутренние помещения были перестроены для театральных представлений. В 1911 году здесь группой разбогатевших официантов открывается театр «Палас». 27 июня 1914 года с запада от Михайловского дворца состоялась закладка Дворца выставок по проекту архитекторов Л. Н. Бенуа и С. О. Овсянникова, в дальнейшем соединённого с Михайловским дворцом переходом. Но из-за начавшейся войны работы были приостановлены, строительство закончилось только в 1919 году.
По административно-территориальному делению Санкт-Петербурга на начало XX века площадь находилась на территории Спасской полицейской части.

### Советский период
Согласно ленинскому плану монументальной пропаганды на Невском проспекте, у здания Городской думы, 6 октября 1918 года был открыт гипсовый бюст немецкому социалисту Фердинанду Лассалю, исполненный скульптором В. А. Синайским. В связи с этим Михайловским площади, улице и скверу присвоили имя Лассаля.
6 марта 1918 года оперой Д. Россини «Севильский цирюльник» открыл свой первый советский сезон Михайловский театр (с 1919 года — Государственный академический театр оперы и балета). 13 мая 1921 года Советом Народных комиссаров России принято «Положение о Государственной филармонии в Петрограде», положившее начало Ленинградской филармонии (с 1922 года — Академической). После перерыва, связанного с политическими событиями, в 1922 году для посетителей открылся Русский музей. В 1923 году открыта первая этнографическая выставка в восточном корпусе. В 1934 году этнографический отдел при Русском музее становится самостоятельным научно-исследовательским и культурно-просветительским центром, названным Государственный музей этнографии народов СССР. В 1929 году в доме Лазаревых обосновался только что созданный в Ленинграде «Мюзик-Холл», с 1938 года здесь разместился Ленинградский театр музыкальной комедии.
В 1930-е разрабатывались проекты преобразования площади Лассаля. В 1934 году архитектор Я. О. Рубанчик предложил проект реконструкции площади в духе Росси. Предполагалось сквер окружить оградой, а площадь вымостить булыжником в виде шахматных квадратов, по углам улицы Лассаля со стороны площади установить две сторожевые стилизованные будки. В связи с годовщиной гибели А. С. Пушкина в Ленинграде было решено установить памятник поэту. После долгого обсуждения остановились на площади Лассаля. В 1937 году на восточной стороне площади на месте пустыря по проекту архитектора Н. А. Троцкого было построено здание школы. В 1940 году площадь переименовали в площадь Искусств.
После снятия Блокады проводилась инвентаризация зелёных насаждений Ленинграда. По учётной карточке за 1945 год в сквере на площади Искусств числились деревья: вяз, клён остролистный, черёмуха, ясень, берёза, дуб, каштан, ива серебристая, лиственница, яблоня, тополь, липа; и кустарники: кизильник, жимолость, жёлтая акация, жасмин, сирень, черёмуха, калина, смородина.
В 1945—1951 годах по общему проекту архитектора И. Г. Капцюга и по проекту реконструкции архитектора А. А. Кедринского была проведена комплексная реконструкция зданий площади. Здания были освобождены от поздних наслоений и обрели декор, приближающий их к единому стилевому образу: реставрирован фасад Филармонии, в 1949 году разобран каменный тамбур у главного входа, ликвидирован навес у подъезда Малого оперного театра. Зданию школы придали облик, стилистически приближенный к постройкам Росси. В эти же годы на площади были демонтированы трамвайные пути и устроено асфальтобетонное покрытие. По проекту архитекторов Е. И. Катонина и В. Д. Кирхоглани переустроен сквер. Он вновь был разделён широким сквозным проходом с центральной площадкой на две симметричные части.
В центре прямоугольной площадки, на месте цветника, в 1957 году установили бронзовый монумент А. С. Пушкину, авторы: скульптор М. К. Аникушин и архитектор В. А. Петров. За эту работу в 1958 году скульптор был удостоен звания лауреата Ленинской премии.
В 1963 году Михайловский театр переименован в Академический Малый театр оперы и балета, а с 1989 года носит имя Модеста Петровича Мусоргского. В 1989—1991 годы осуществлена капитальная реконструкция Европейской гостиницы по проекту архитектора В. Э. Струзман, с переименованием её в «Гранд Отель Европа».

### Современный период
В 1992 году Государственный музей этнографии народов СССР в связи с новым государственным статусом России был переименован в Российский Этнографический музей. В 2001 году Михайловскому театру было возвращено историческое название.
В 1999—2001 годы проводилась капитальная реконструкция площади по проекту архитектора Ф. К. Романовского. В её рамках осуществлены работы по ремонту инженерных коммуникаций, замене кабелей освещения, осуществлено гранитное мощение тротуаров вокруг сквера и вдоль оград Русского музея, Этнографического музея и корпуса Бенуа.
С 2000 года Санкт-Петербургской филармонией имени Д. Д. Шостаковича в сотрудничестве с Русским музеем, гранд Отелем «Европа», Михайловским театром и Театром музыкальной комедии ежегодно в декабре-январе проводится Международный Зимний фестиваль «Площадь Искусств», задуманный и возглавляемый Юрием Темиркановым. В нём принимают участие ведущие российские и мировые классические исполнители.
В новогодние праздники 2007—2008 годов на площади проходило светотехническое шоу на фасадах Михайловского дворца и прилегающих зданий. С декабря 2008 года на площади смонтирована архитектурно-художественная цветодинамическая подсветка, которая включается каждый час на несколько минут. В будничном режиме установка равномерно освещает фасады зданий белым цветом.
Со 2 по 5 мая 2010 года площадь Искусств была одной из площадок проведения Санкт-Петербургского Международного Кинофорума, посвящённого 65-й годовщине окончания Второй мировой войны. На площади прошла церемония открытия Форума, а на большом экране демонстрировалась отечественная классика военного кинематографа.

## Ансамбль площади
1 — Михайловский дворец.
2 — Дворец выставок (Корпус Бенуа).
3 — Михайловский театр.
4 — Дом Голенищева-Кутузова.
5 — Дом Жако.
6 — Дом костёла святой Екатерины.
7 — Здание Европейской гостиницы.
8 — Дворянское собрание (Большой зал Филармонии имени Шостаковича).
9 — Дом Лазаревых (Театр Музыкальной комедии).
10 — Дом Виельгорского.
11 — Здание Гимназии при Русском музее.
12 — Здание Российского этнографического музея.
13 — Памятник А. С. Пушкину.
Прямоугольная в плане площадь Искусств застроена зданиями, фасады которых разработаны архитектором К. И. Росси в ансамбле с Михайловским дворцом и Михайловской улицей. Входящие в этот ансамбль дома во многом схожи — совпадают детали оформления фасадов, их высота, особенности стиля и расположения оконных проёмов. При дальнейшем строительстве на площади архитекторами использовались проекты фасадов домов, разработанных Росси.

### Здания по Инженерной улице
- Дворец выставок (корпус Бенуа Государственного русского музея) (Инженерная улица, 2) — дворец построен в 1919 году архитектором С. О. Овсянниковым по проекту архитектора Л. Н. Бенуа, реконструирован в 1953 году[27]. Фасад здания в неоклассическом стиле украшен колоннадой ионического ордера[28]. 
 Сейчас здесь располагаются залы для временных выставок, постоянные экспозиции искусства конца XIX — начала XX века и советского искусства из фондов Русского музея. Соединён переходом с Михайловским дворцом. Вход с канала Грибоедова[17].  памятник архитектуры (федеральный)

- Михайловский дворец (Инженерная улица, 4) — дворец строился в 1819—1826 годах для великого князя Михаила Павловича по проекту архитектора К. И. Росси. В 1895—1897 годах архитектором В. Ф. Свиньиным был проведён капитальный ремонт здания и его приспособление к потребностям музея. С 1898 года во дворце размещается Государственный Русский музей[29]. 
Михайловский дворец — последнее по времени постройки усадебное здание в центре Петербурга. Центральное здание дворца — основное ядро всей архитектурной композиции — размещено внутри парадного двора, отделённого от площади Искусств высокой чугунной решёткой, набранной из тяжёлых металлических копий с позолоченными наконечниками. Трое ворот украшены пилонами и военными доспехами. Дворец имеет два этажа. На высоком цоколе полуподвального этажа, несколько выдвинутого вперёд, покоится центральный портик. Здание украшено 20 полуколоннами и вертикальным скульптурным фризом из 44 барельефов (скульптор В. И. Демут-Малиновский). По сторонам центрального корпуса располагаются два двухэтажных флигеля. Для оформления фасадов дворца Росси использовал пышный коринфский ордер, а для флигелей — скромный тосканский[9][30].  памятник архитектуры (федеральный)

- Здание Этнографического музея (Инженерная улица, 4а) — Специальное здание для этнографического отдела Русского музея (сейчас Российский этнографический музей) в стиле русского неоклассицизма было построено в 1900—1911 годах по проекту архитектора В. Ф. Свиньина, с частичным использованием фасадов К. И. Росси, специально для этнографической коллекции. Фасад украшает скульптурная группа с богиней мудрости, покровительницей искусств и ремёсел Афиной в центре[31].  памятник архитектуры (федеральный)

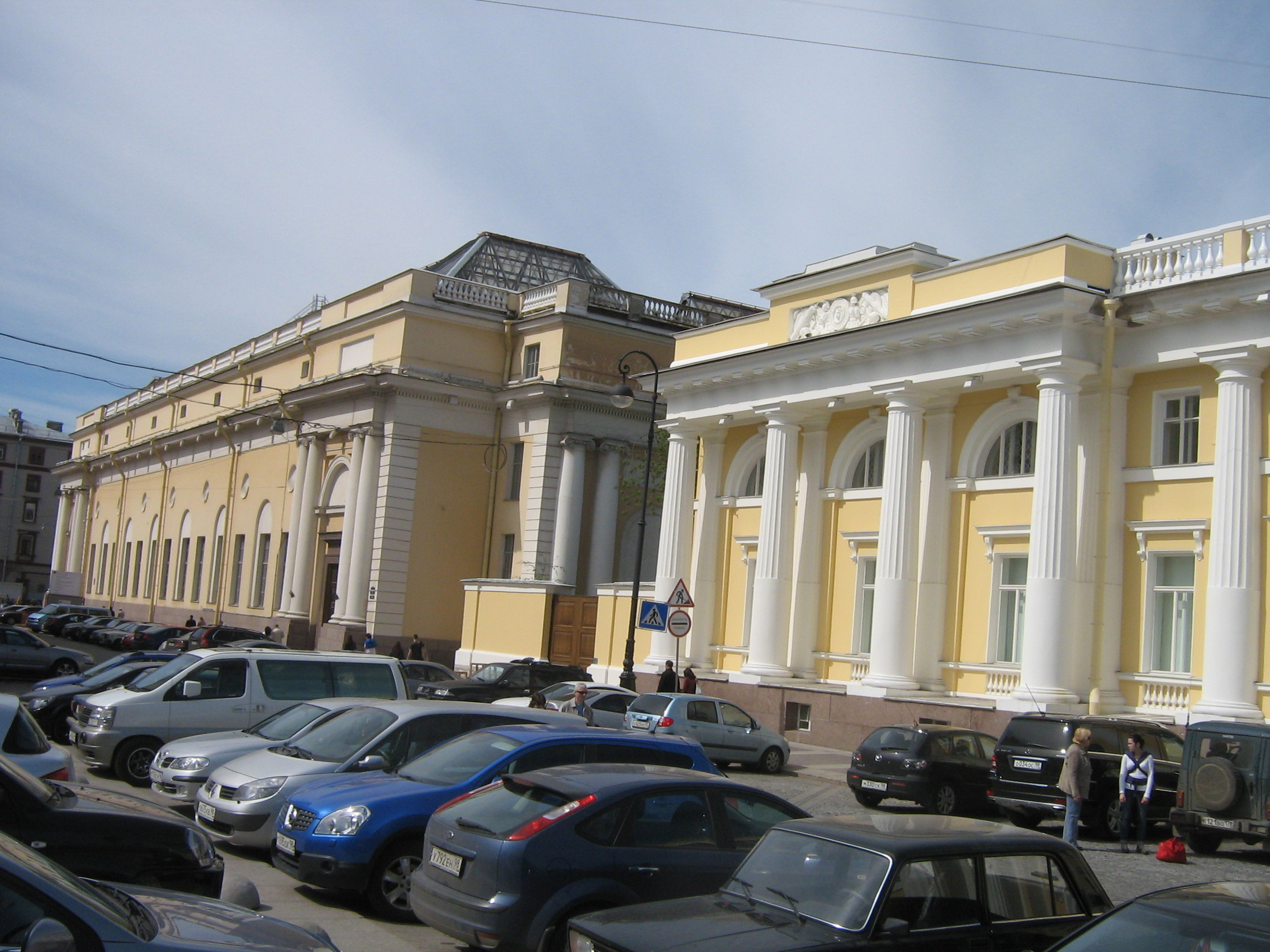
Корпус Бенуа
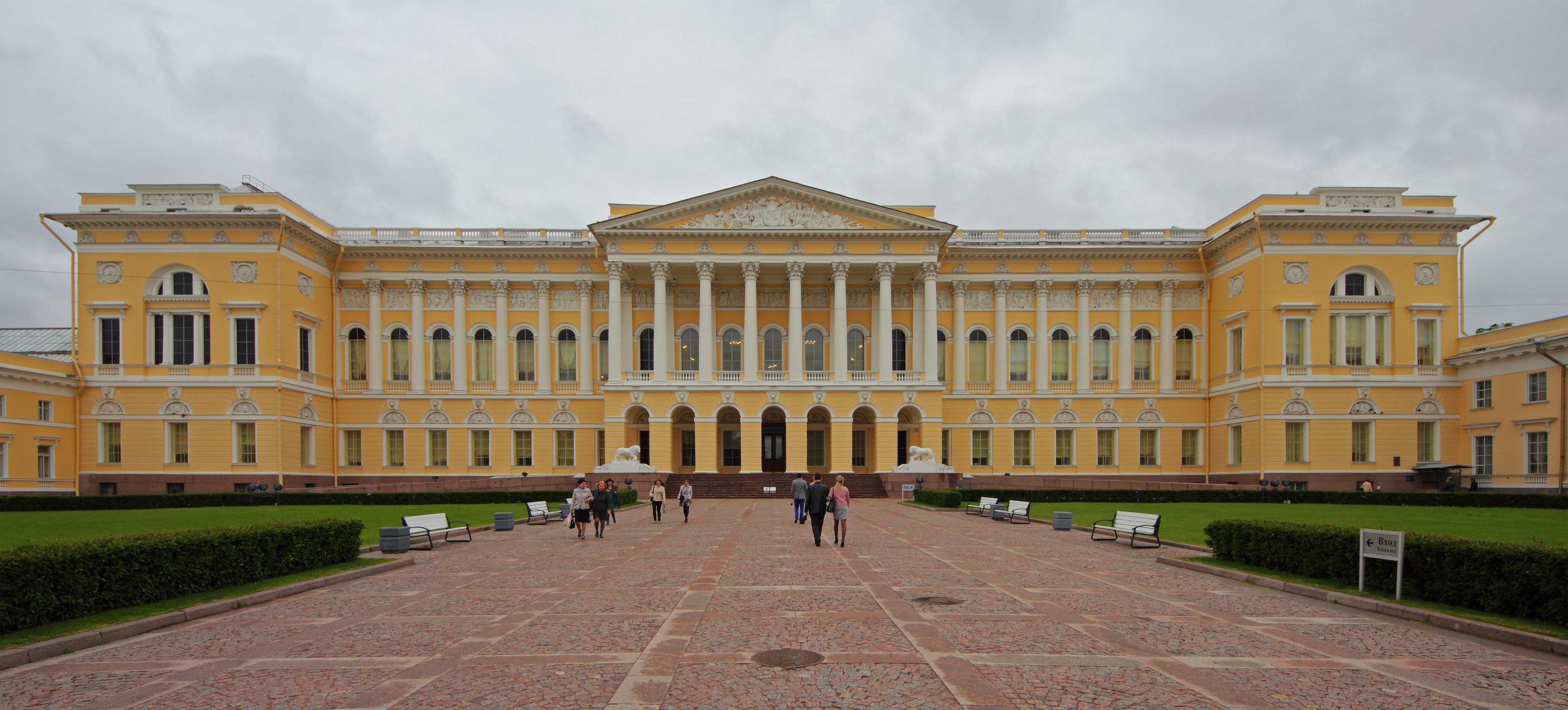
Михайловский дворец
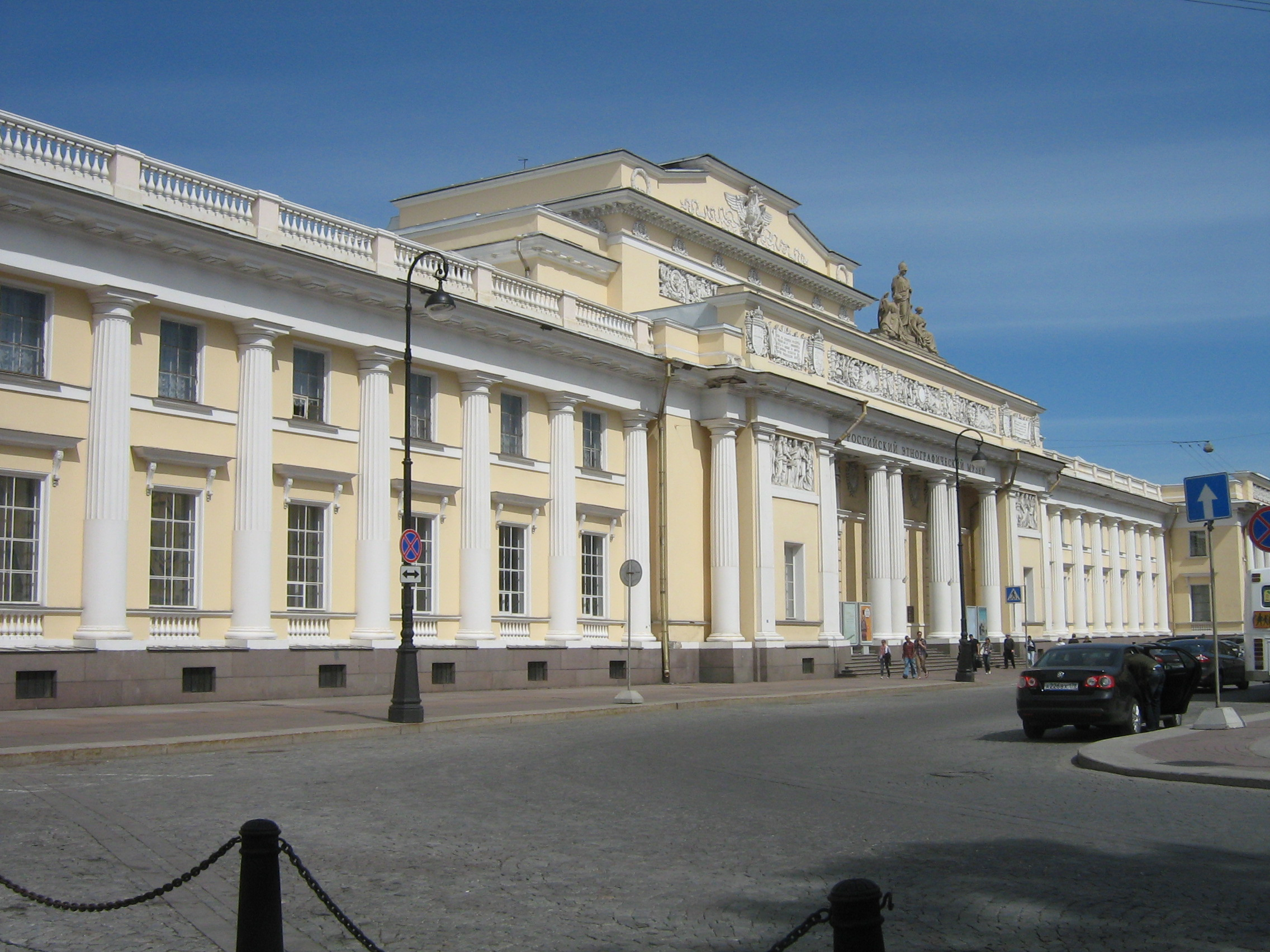
Российский этнографический музей

### Здания по площади Искусств
- Михайловский театр (Площадь Искусств, 1) — Здание театра (до 2001 года — Театр оперы и балета имени М. П. Мусоргского) построено в 1831—1833 годах архитектором А. П. Брюлловым с использованием проекта фасада К. И. Росси. Оно имеет вид обычного жилого дома с очень скромной отделкой[9]. За скромным фасадом Росси в стиле всей площади под куполом над зрительным залом находится театр. Внутреннее убранство созданное Брюсовым для императорского театра изобилует серебром, бархатом, зеркалами, хрусталём, живописью и лепниной. В 1859—1860 годах театр был перестроен архитектором А. К. Кавосом, изменившим внутреннюю отделку и планировку, увеличившим размеры зала[21].  памятник архитектуры (федеральный)

- Дом Голенищева-Кутузова (Площадь Искусств, 3) — дом построен в 1820-е годы по проекту архитектора К. И. Росси для военного генерал-губернатора Санкт-Петербурга П. В. Голенищева-Кутузова[11]. Фасад трёхэтажного здания повторяет общий стилевой замысел Росси. Верхний этаж увенчан аттиком, нижний рустован[32]. 
С 1924 по 1939 годы в этом доме жил русский художник И. И. Бродский. В 1939 году в его квартире был открыт музей, где представлена коллекция произведений русских художников, собранная И. И. Бродским, и работы самого художника[33].  памятник архитектуры (федеральный)

- Дом Жако (Площадь Искусств, 5) — собственный доходный дом архитектора П. П. Жако был построен с использованием проекта фасада К. И. Росси в 1831 году, надстроен в 1862—1863 годах архитектором И. Д. Корсини. В 1990—1991 годах здание полностью перестроено с сохранением фасадов[11]. Сейчас это жилой дом. 
С 31 декабря 1911 года по 3 марта 1915 года в подвале этого дома находилось литературно-артистическое арт-кабаре «Бродячая собака». Было возобновлено в 2001 году как арт-кафе[34].  памятник архитектуры (региональный)
- Дом Виельгорского (Площадь Искусств, 4/6) — построен в 1831 году архитектором А. М. Болотовым[35]. В 1844 году здание было приобретёно графом Михаилом Юрьевичем Виельгорским как единственным собственником[36], после чего дом стал одним из центров музыкальной и творческой жизни Санкт-Петербурга, где собирались многие выдающиеся представители искусства, выступали знаменитые артисты и музыканты. В 1872 году дом был продан дочерями Виельгорского, и в здании разместилась кондитерская Кочкурова, впоследствии ставшая местом встречи революционеров и террористов-народников. 
В 1993 году часть помещений дома Виельгорского были переданы Российской гимназии при Русском музее. Другая часть дома жилая.
- Здание Гимназии при Русском музее (Площадь Искусств, 2/3) — Здание школы построено в 1937 году по проекту архитектора Н. А. Троцкого, в 1947 году по проекту архитектора А. А. Кедринского фасад стилизован под ансамбль площади. В 1989 году средняя общеобразовательная школа № 199 была преобразована в Российскую гимназию при Государственном Русском музее. На основе одного из крупнейших музеев Европы было создано первое российское учебное заведение, позволившее совместными усилиями педагогов и музейщиков решать вопросы художественно-эстетического образования и воспитания[37].

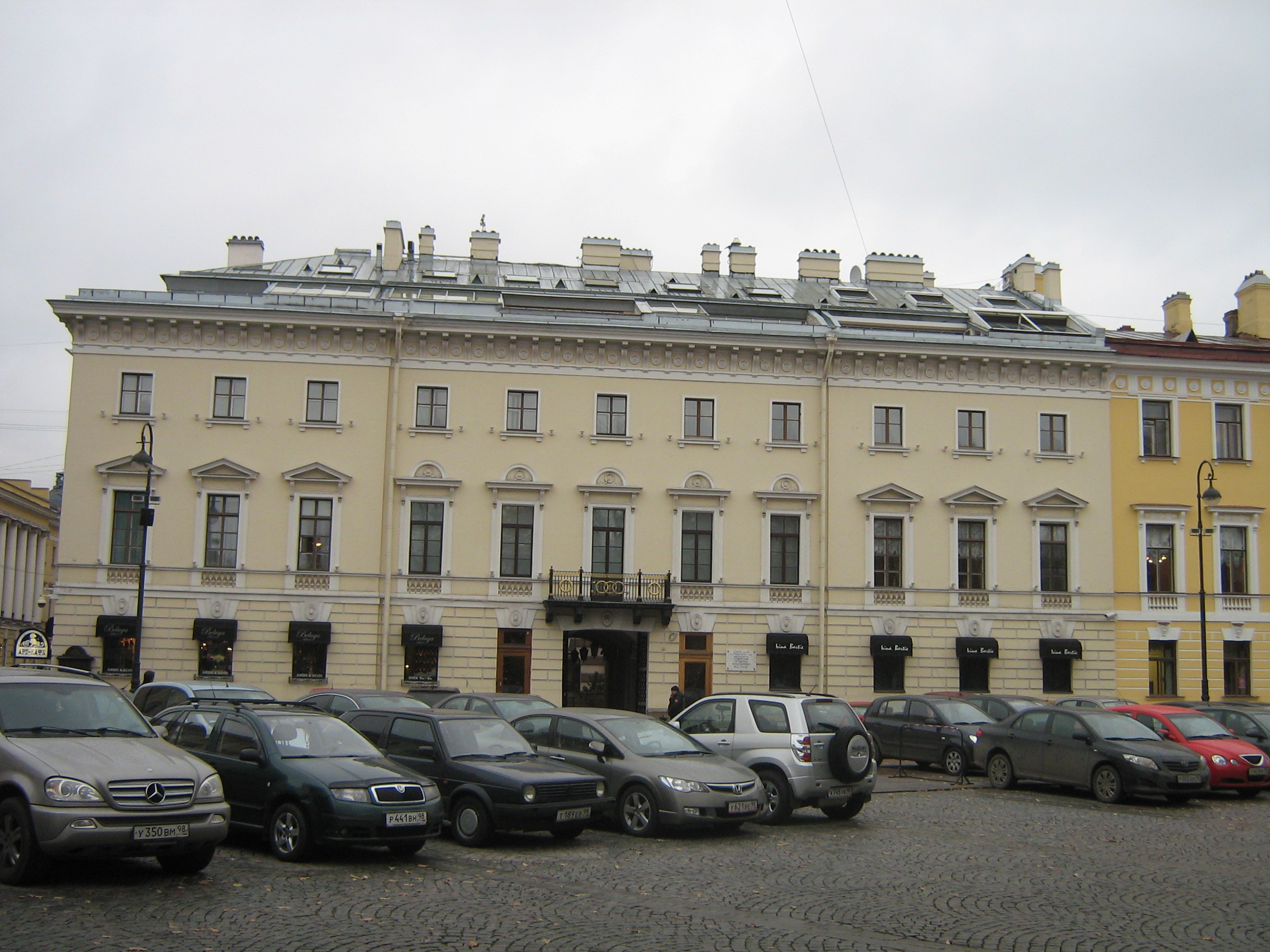
Дом Жако
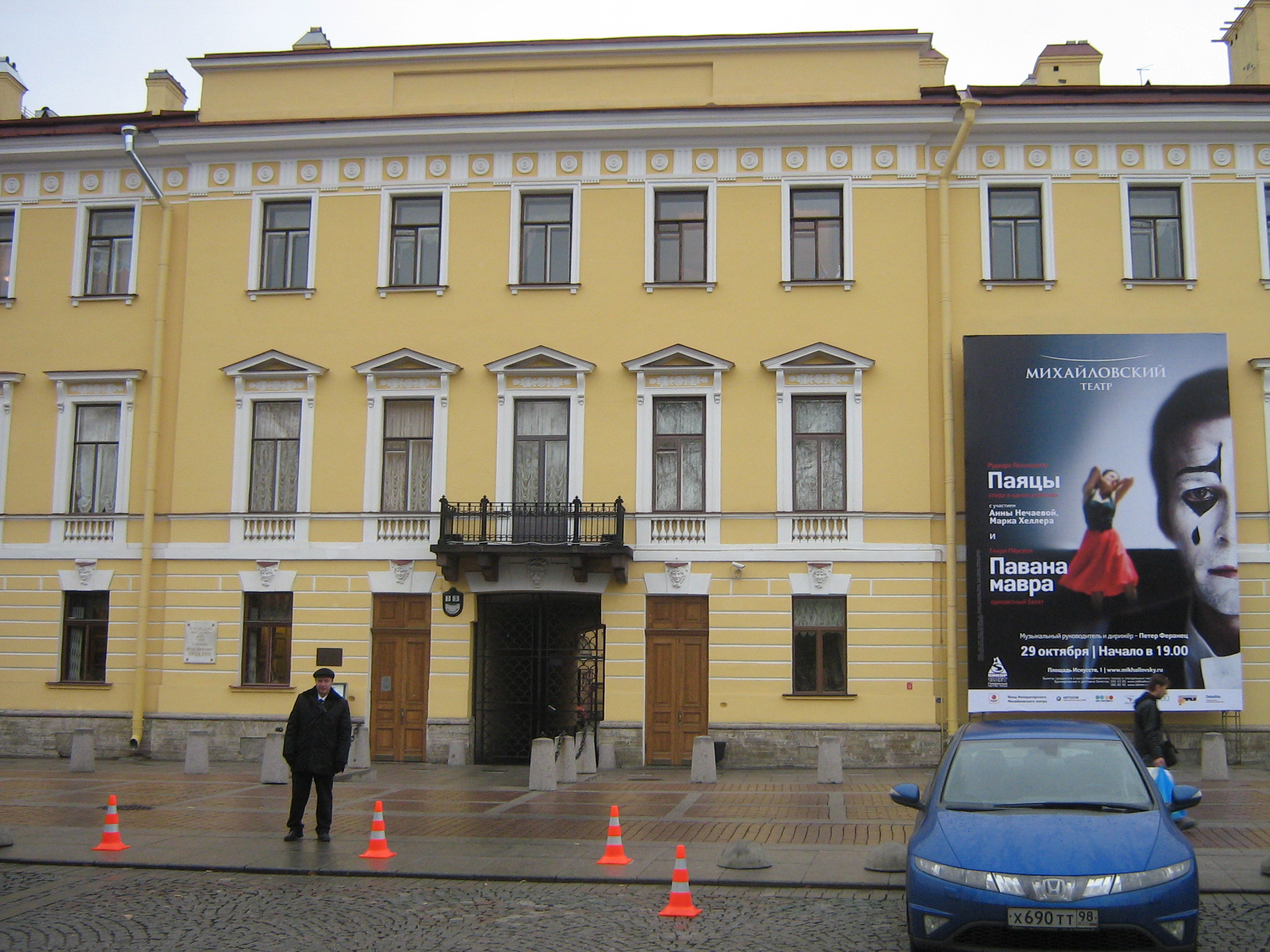
Дом Голенищева-Кутузова
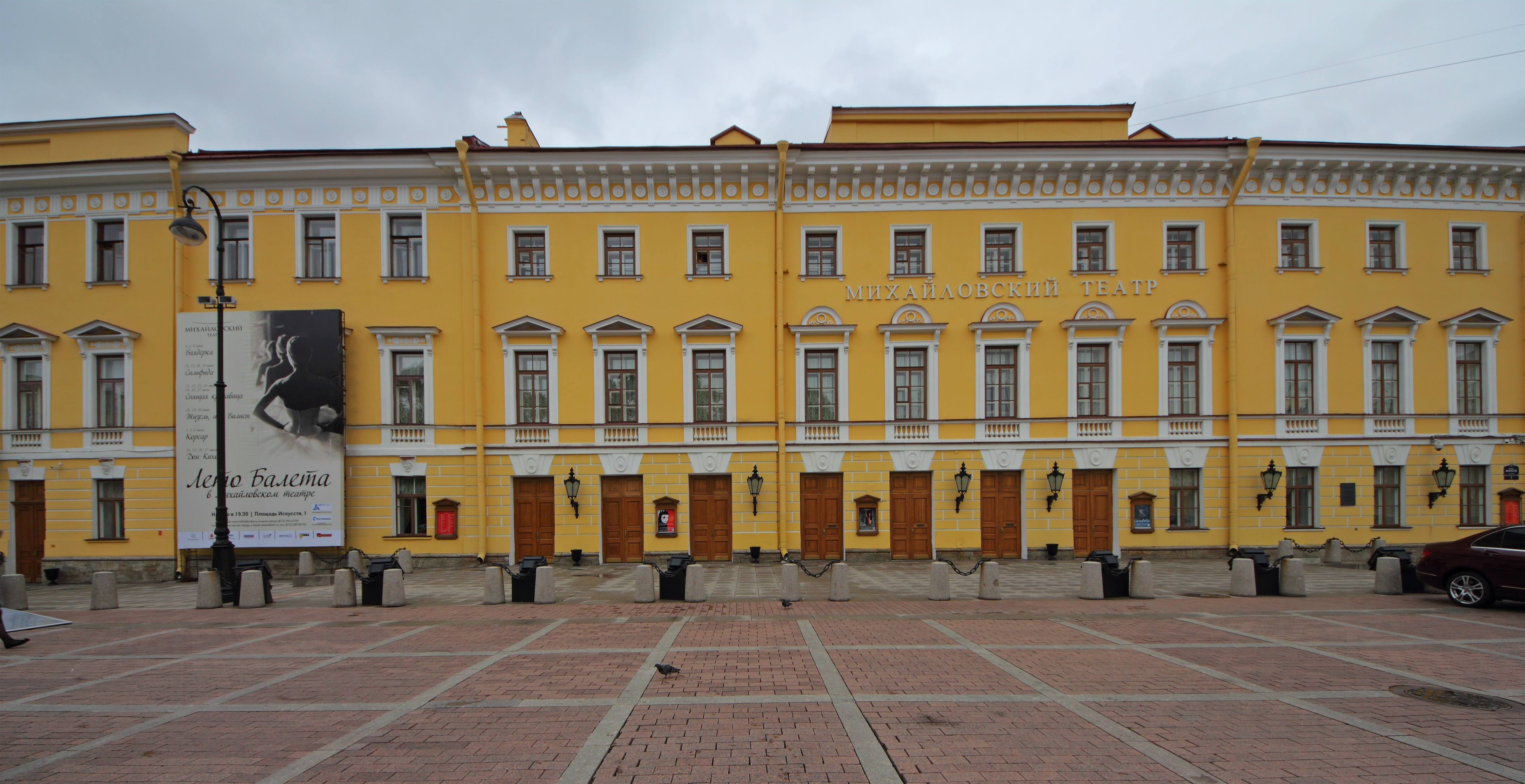
Михайловский театр
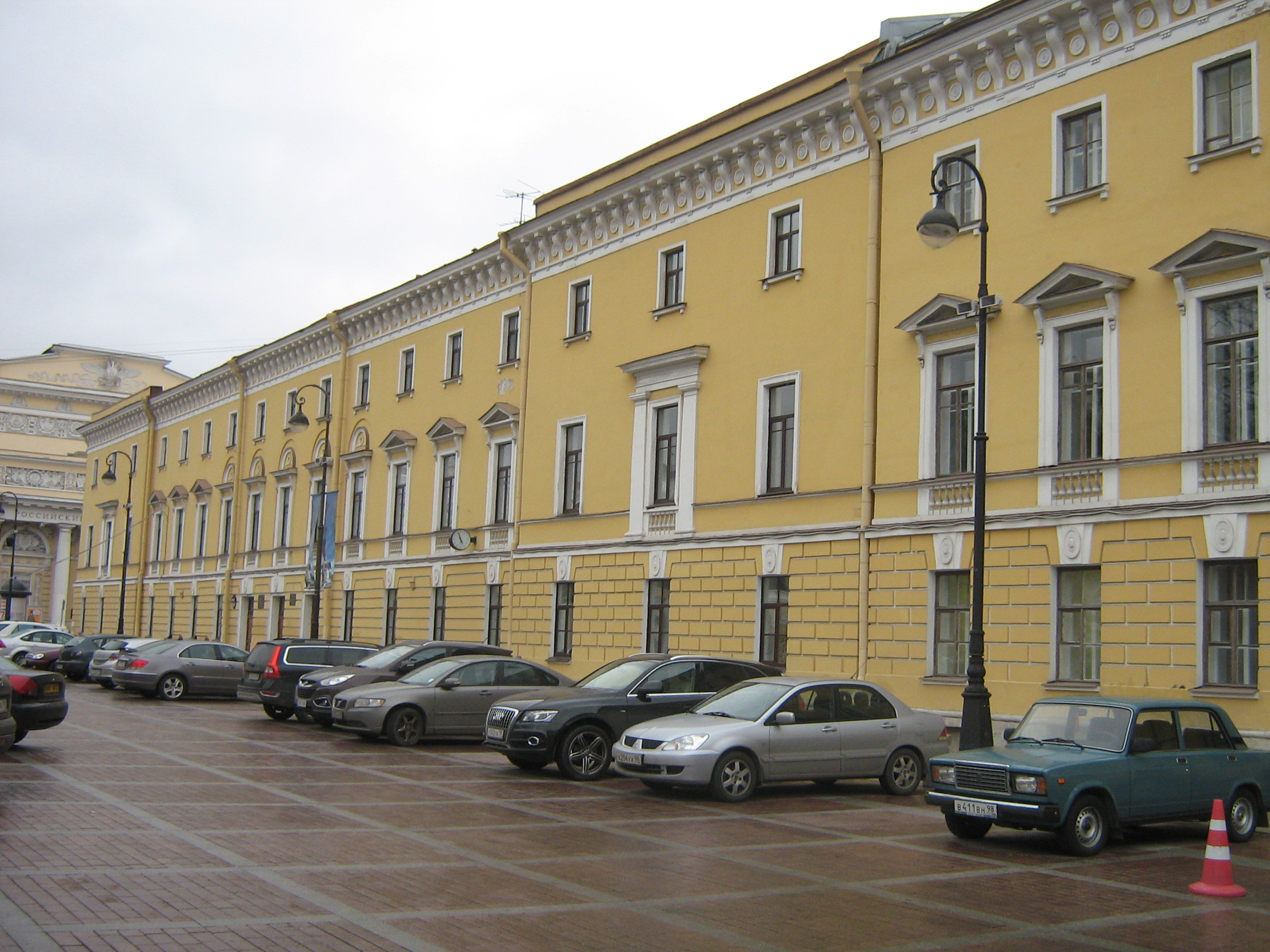
Здание Гимназии при Русском музее и Дом Виельгорского

### Здания по Итальянской улице
- Дом костёла святой Екатерины (Итальянская улица, 5) — Жилые дома на участке, принадлежащем Костёлу святой Екатерины, построены в 1840 году по проекту архитектора П. П. Жако с использованием фасадов архитектора К. И. Росси[4]. В 1840-х годах здесь находился книжный магазин Крашенинникова[38].  памятник архитектуры (федеральный)

- Здание Европейской гостиницы (Итальянская улица, 7/1) — здание с эклектическим декором фасадов построено в 1873—1875 годах архитектором Л. Ф. Фонтана[9], капитальная реконструкция в 1989—1991 годы по проекту архитектора В. Э. Струзман[19]. 
Сегодня[когда?]

 это пятизвёздная гостиница «Гранд Отель Европа» на 301 номер[19].  памятник архитектуры (региональный)

- Здание Дворянского собрания (Филармония имени Шостаковича) (Итальянская улица, 9/2) — Здание для Дворянского собрания построено по проекту К. И. Росси в 1834—1839 годах архитектором П. П. Жако, в 1949 году по проекту архитектора И. Г. Капцюга была проведена реконструкция, в результате которой получился зал с первоклассной акустикой на 1500 человек, ставший центром музыкальной жизни Петербурга[39]. 
С 1921 года здесь размещается Ленинградская филармония (сейчас Большой зал Санкт-Петербургской академической филармонии имени Д. Д. Шостаковича)[9].  памятник архитектуры (федеральный)

- Дом Лазаревых (Театр Музыкальной комедии) (Итальянская улица, 13) — доходный дом на этом месте построен в 1799 году по проекту архитектора Е. Т. Соколова для крупного коммерсанта И. Лазарева, перестраивался в 1842 и 1892 годах. После сильного пожара в 1910 года здание было выкуплено казной, а внутренние помещения перестроены для представлений «Палас-театра» по проекту инженеров И. Бальбашевского и А. Максимова. В 1929—1934 годах здесь помещался Мюзик-холл под руководством И. О. Дунаевского[40]. С 1938 года в здании размещается Ленинградский театр музыкальной комедии (Санкт-Петербургский театр музыкальной комедии)[16].  памятник архитектуры (региональный)

|                           |                           |                                                                                |                    |                              |
| Театр Музыкальной комедии | Итальянская улица, дом 11 | Большой зал Санкт-Петербургской академической филармонии им. Д. Д. Шостаковича | Гранд Отель Европа | Дом костёла святой Екатерины |

### Михайловский сквер с памятником А. С. Пушкину
Овальный в плане Михайловский сквер был разбит в центре площади в 1827—1828 годах по проекту архитектора К. Росси. Последняя реконструкция сквера проводилась в 2001 году.

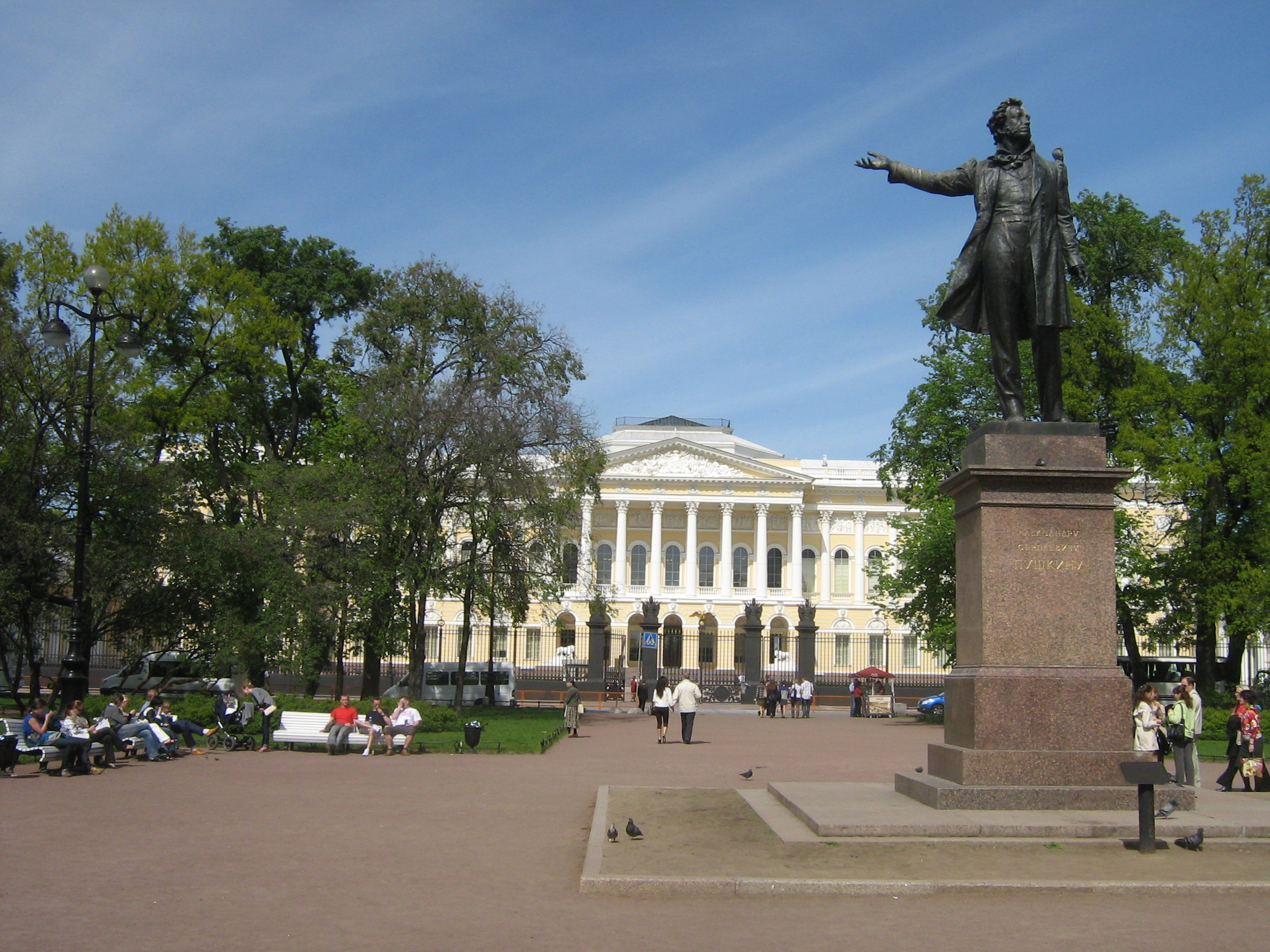
Памятник А. С. Пушкину
в Михайловском сквере

По информации садово-парковой конторы Центрального района Санкт-Петербурга в 2007 году общая площадь сквера составляла 20 661 м². Под цветочные посадки занято 100 м², под многолетники (флоксы) — 30 м² (270 штук). В саду растут деревья (3 боярышника, 76 вязов, 41 дуб, 7 каштанов, 20 клёнов, 13 лип, 4 лиственницы, 14 ясеней) и кустарники (3 жасмина, 150 венгерских сиреней, 24 снежника, 38 спирей) на общей площади 134 м².
Памятник русскому поэту Александру Сергеевичу Пушкину открыт в 1957 году в центре сквера (скульптор М. К. Аникушин, архитектор В. А. Петров). Высота скульптуры — 4,1 м, высота постамента — 4,5 м. Памятник выполнен из бронзы, четырёхгранный постамент из красного полированного гранита. Скульптор изобразил Пушкина в непринуждённой позе, словно поэт вдохновенно читает свои стихи.

## Транспорт
- Маршрутные такси № К-107, К-289[43].
- Ближайшие станции метро[44]:

Станция «Невский проспект» на линии  имеет выход на угол Невского проспекта и Михайловской улицы. Эта станция является пересадочной на станцию «Гостиный двор» линии , и пассажиры этой линии также могут воспользоваться этим выходом. Расстояние от выхода из метро до центра площади составляет около 300 м.